# Uwe Lulis
Uwe Lulis (* 6. Dezember 1965 in Osnabrück) ist ein deutscher Gitarrist und Musikproduzent.

## Leben

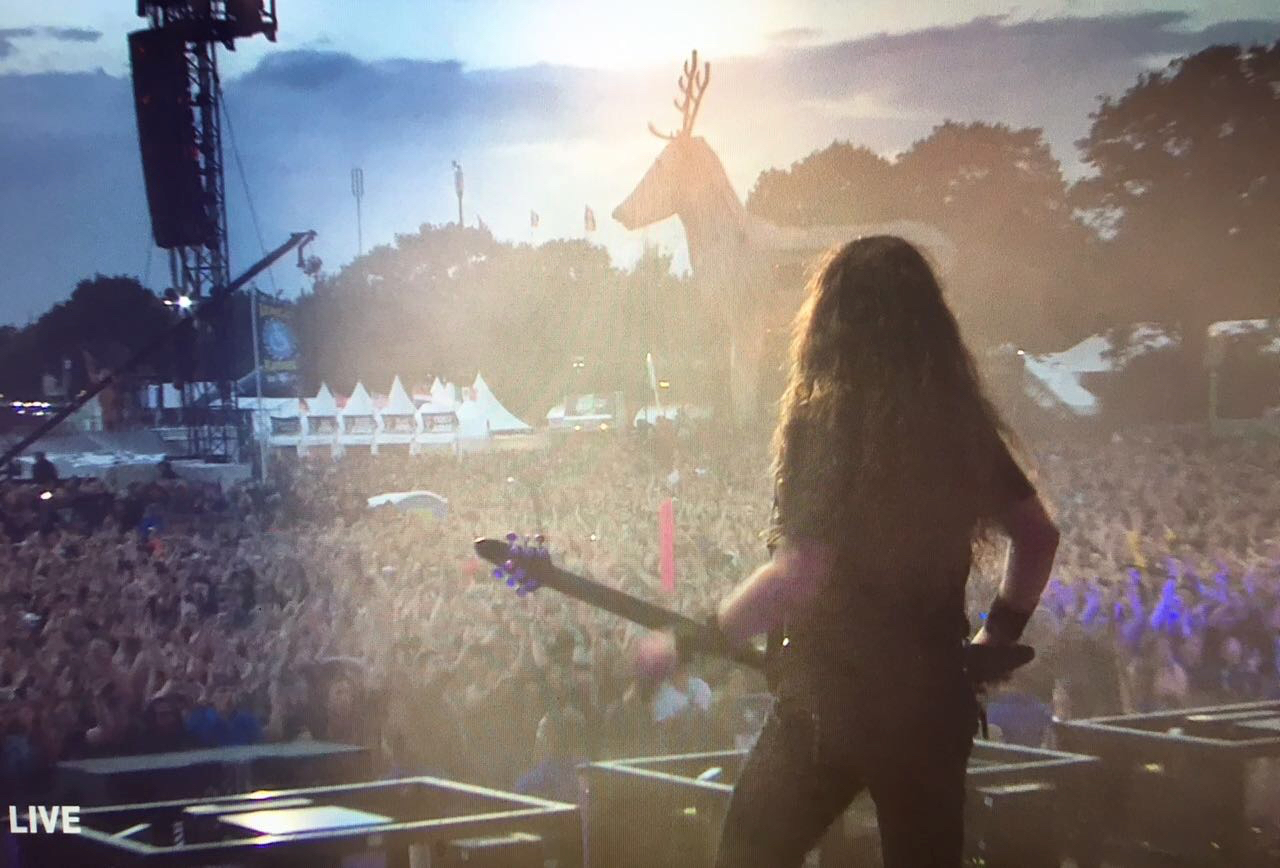
Uwe Lulis - Wacken

Lulis wuchs in Osnabrück auf und besuchte im Alter von fünf bis zwölf Jahren das Konservatorium in Osnabrück, wo er klassische Gitarre lernte. Seine erste Band gründete er mit 13 Jahren. Im Alter von 19 Jahren stieg er bei Grave Digger ein. 2000 gründete er die Band Rebellion, die er 2010 nach fünf Alben und einer EP verließ.
Zeitgleich übte er Tätigkeiten als Musikproduzent, Toningenieur und Sounddesigner aus. Lulis ist Eigentümer der Black Solaris Studios in Frankfurt am Main.
2014 stieg er als Gitarrist bei Accept ein und ist dort bis dato tätig. 2021 gründete er sein eigenes Musikprojekt unter dem Namen Uwe Lulis Project.

### Privatleben
Uwe Lulis ist begeisterter Motorradfahrer und Sammler von Autos und Motorrädern. Als ausgebildeter Kfz-Mechaniker und Technikfreak hat er seinen eigentlichen Beruf zum Hobby gemacht. Er ist verheiratet und lebt in der Nähe von Frankfurt am Main.

## Diskografie

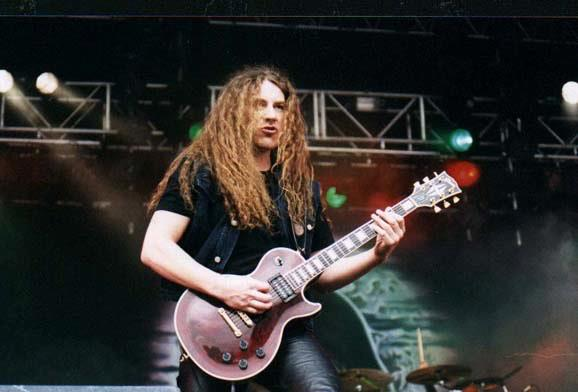
Uwe Lulis mit Grave Digger

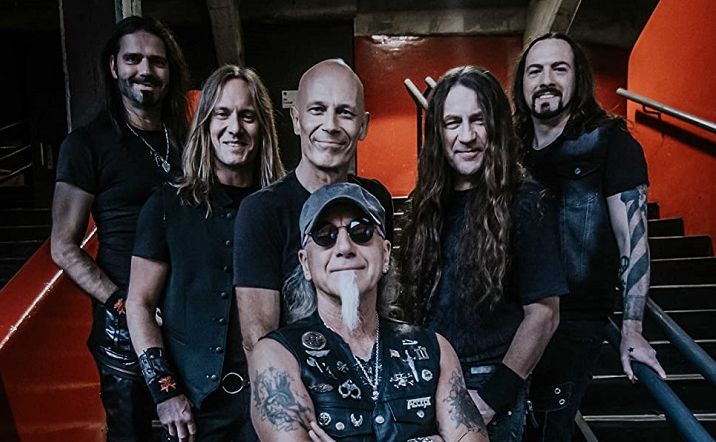
Uwe Lulis mit Accept

### Mit Digger
- Stronger Than Ever (1987)

### Mit Grave Digger
- The Reaper (1993)
- Symphony of Death (1993)
- Heart of Darkness (1995)
- Tunes of War (1996)
- The Dark of the Sun (EP) (1997)
- Knights of the Cross (1998)
- Excalibur (1999)

### Mit Rebellion
- Shakespeare's Macbeth – A Tragedy in Steel (2002)
- Born a Rebel (2003)
- Sagas of Iceland – The History of the Vikings Volume 1 (2005)
- Miklagard (Single) (2006)
- Miklagard – The History of the Vikings Volume 2 (2007)
- Arise: From Ginnungagap to Ragnarök – The History of the Vikings Volume 3 (2009)

### Mit Accept
- Symphonic Terror – Live at Wacken 2017 (2017)
- Restless and Live (2017)
- The Rise of Chaos (2017)
- Too Mean to Die (2021)
- Humanoid (2024)

### Mit Uwe Lulis Project
- The Battle (Single, 2021)
- Emerald in the Dark (Single, 2021)